# Alice Julien-Laferrière
Alice Julien-Laferrière, née en 1988 , est une violoniste française spécialiste de musique baroque.

## Biographie et formation
Issue de la famille Julien-Laferrière, Alice Julien-Laferrière mène parallèlement des études de lettres modernes, de piano et de violon. C'est au conservatoire de Montreuil qu'elle obtient ses diplômes de fin d'études en violon et piano. Elle passe ensuite avec succès son diplôme d'études musicales en violon au Conservatoire à rayonnement régional de Saint-Maur-des-Fossés.   
En 2007, la musicienne s'initie au violon baroque avec Amandine Beyer. Elle est admise au Conservatoire national supérieur de musique et de danse de Lyon dans la classe d'Odile Edouard. Elle prépare alors un mémoire de Master de violon baroque et consacre ses recherches à l'influence de l'imitation dans le langage violonistique. Elle obtient une bourse Adami pour l'achat d'un violon et termine la rédaction de son mémoire en 2012.  

## Carrière musicale
Aux côtés de Mathilde Vialle, à la viole de gambe, Alice Julien-Laferrière fonde le Duo Coloquintes. Pour leur premier disque, le duo adapte les œuvres pour clavecin et orgue de Johann Jakob Froberger pour les interpréter à la viole et au violon. Cette adaptation inédite est remarquée par la critique. Leur second disque, Louis Couperin en tête à tête, obtient quant à lui un diapason d'or en mai 2020. 
En 2012, elle fonde l'ensemble Artifices. Avec cette formation, elle poursuit réflexions et projets sur l'influence de l'imitation dans le langage musical à travers concerts, conférences, spectacles pour tout public et animations. S'inspirant d'Athanasius Kircher, musicologue du XVIIe siècle qui a transposé divers chants d'oiseaux sur partitions, l'Ensemble Artifices fait partager à des publics variés les harmonies imitatives d'une musique ancienne à la fois savante et vivante,.
En 2018, l'ensemble Artifices sort un premier livre-disque chez harmonia mundi, Les Bottes de sept lieues ou Les Nouveaux Exploits du Petit Poucet devenu courrier, suivi du conte musical pour enfants Le Violon et l'Oiseau en 2019.
Alice Julien-Laferrière a également créé les éditions Seulétoile en parallèle du développement d'un lieu en Bourgogne, la Turbine.
Alice Julien-Laferrière se produit régulièrement au sein de nombreuses autres formations dont l'ensemble Correspondances, Le Concert brisé, Les Surprises ou L'Achéron.

## Discographie sélective
- 2011 : O Maria! et Psaumes et Motets, musique de Marc Antoine Charpentier, Ensemble Correspondance, direction de Sébastien Daucé Zig-Zag Territoires
- 2013 : Rebel de père en fils, Ensemble les Surprises, Ambronay Edition
- 2013 : Litanies de la Vierge, Motets pour la maison de Guise  de Marc Antoine Charpentier, Ensemble Correspondances dirigé par Sébastien Daucé, Harmonia Mundi[13]
- 2013 : Fontana-Gabrieli : Sonate & Canzone, Le Concert Brisé, Accent
- 2014 : The Art of Heinrich Scheidemann, Le Concert Brisé, Accent
- 2015 : Le Concert Royal de la Nuit, Ensemble Correspondances, Harmonia Mundi.
- 2016 :  Johann Bernhard Bach, Ouvertures, Ensemble l'Achéron, Ricercar
- 2016 : Froberger en tête à tête (1616-1667), Duo Coloquintes, Son an ero
- 2016 : O Mysterium, Ensemble Correspondances, Harmonia Mundi
- 2016 : Les Éléments, Ensemble Les Surprises, Ambronay Edition
- 2016 : Pastorale de Noël, Ensemble Correspondances, Harmonia Mundi
- 2017 : L'Héritage de Rameau, Ensemble les Surprises, Ambronay Edition
- 2017 : Le Jardin des Délices, Ensemble le Vertigo, Les Belles Ecouteuses
- 2017 : J.H. Schmelzer, Sonatas, Le Concert Brisé, Accent
- 2018 : Les Bottes de sept lieues ou les Nouveaux exploits du Petit Poucet devenu courrier, Ensemble Artifices, Harmonia Mundi, collection LittleVillage
- 2018 : Bach Inspiration, Ensemble Les Surprises, Alpha
- 2018 : Perpetual Night, Ensemble Correspondances, Alpha
- 2019 : Le Violon et l'Oiseau, livre-disque de l'Ensemble Artifices, éditions Seulétoile
- 2020 : Louis Couperin en tête à tête, Duo Coloquintes, éditions Seulétoile
- 2020 : Il Genio Inglese, Ground Floor, Harmonia Mundi
- 2021: Bernardina, une vie secrète à la Piétà, Collectif Cordis et Organo, éditions Seulétoile

## Distinctions
- 2016 : Diapason d'or pour l'album The Art of Heinrich Scheidemann avec Le Concert brisé
- 2017 : 5 diapasons pour l'album Froberger en tête à tête avec le Duo Coloquintes
- 2018 : Diapason d'or pour Perpetual Night avec l'Ensemble Correspondances
- 2018 : Coup de cœur Jeune Public automne 2018 de l'Académie Charles-Cros pour Les bottes de sept lieues[14].
- 2020 : Diapason d'or pour Louis Couperin en tête à tête avec le Duo Coloquintes aux éditions Seulétoile
- 2020 : Diapason d'or pour Il Genio Inglese avec Ground Floor, Harmonia Mundi